# Cząbry
Cząbry – osada w Polsce położona w województwie lubuskim, w powiecie świebodzińskim, w gminie Skąpe.
W latach 1975–1998 miejscowość administracyjnie należała do województwa zielonogórskiego.
Przysiółek wsi Podła Góra.